# Finnbjörn Helgason
Finnbjörn Helgason (1204 - 1255) fue un caudillo medieval de Kirkjubæ, Síða, Norður-Múlasýsla, Islandia. Era hijo de Digur-Helga Þorsteinsson y según Hákonar saga Hákonarsonar estuvo al servicio como miembro del hird de Haakon IV de Noruega durante un tiempo. A su regreso a Islandia, se vio involucrado en la guerra civil islandesa, periodo conocido como Sturlungaöld y murió de las heridas recibidas en la batalla de Þverárfundur, luchando al lado de Þorgils skarði Böðvarsson. 